# Renate Brausewetter

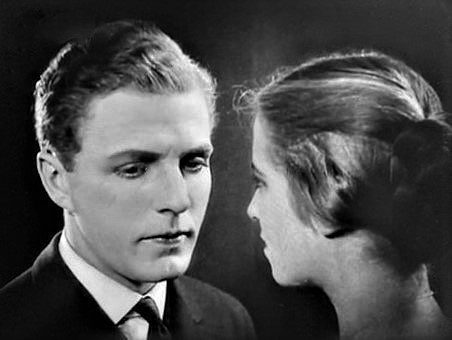
Renate Brausewetter (derecha) junto al actor Werner Pittschau en un fotograma de la película Hanseaten (1925).

Renate Brausewetter (Málaga, 1 de octubre de 1905 – Linz am Rhein, 20 de agosto de 2006) fue una actriz de cine mudo alemana nacida en Málaga. Era la hermana menor del famoso actor alemán Hans Brausewetter.
Brausewetter nació en Málaga, España, y se mudó a Berlín, Alemania, en 1915. Hizo su debut en la pantalla en Die freudlose Gasse (Bajo la máscara del placer, en español) de 1925, junto a Greta Garbo. Brausewetter apareció en más de una docena de películas mudas, pero se retiró de la actuación en 1928, antes de la llegada del sonido. Apareció solo en una película sonora, Die Treppe, de 1950.

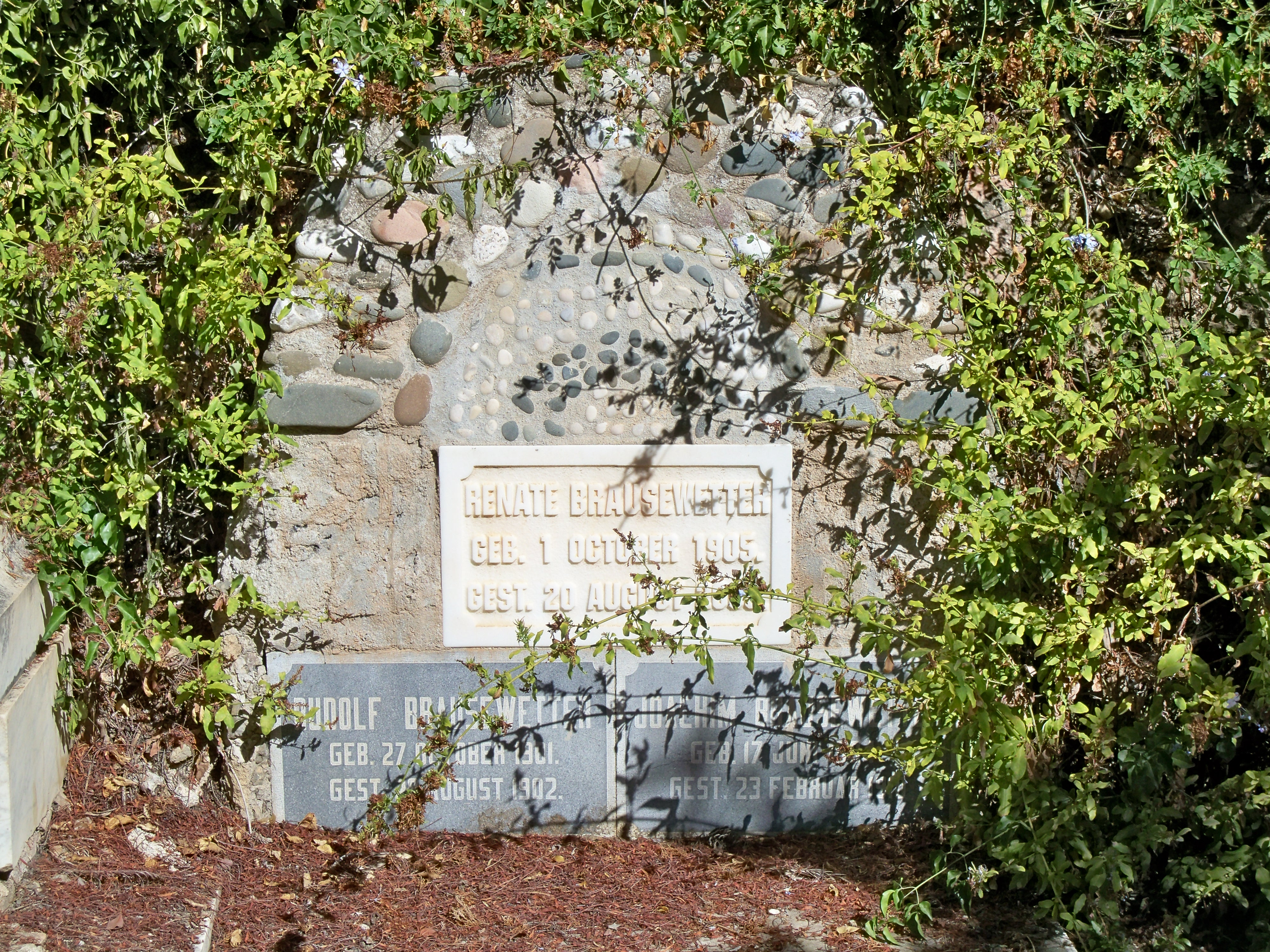
Tumba de Renate Brausewetter en el Cementerio Inglés de Málaga, Málaga, España.

Brausewetter vivía en una residencia de ancianos en Linz am Rhein cuando murió por causas naturales el 20 de agosto de 2006, a la edad de 100 años.Su tumba se encuentra en el Cementerio Inglés de Málaga.

## Filmografía seleccionada
- Hanseaten (1925)
- Sündenbabel (1925)
- Misterios de un alma (1926)[6]
- Menschen untereinander (1926)
- Schwere Jungs – leichte Mädchen (1927)
- Die Lorelei (1927)
- Der alte Fritz (1928)
- Die Treppe (1950)